# Burovac
Burovac (cyr. Буровац) – wieś w Serbii, w okręgu braniczewskim, w gminie Petrovac na Mlavi. W 2011 roku liczyła 731 mieszkańców.